# Olympiarolle

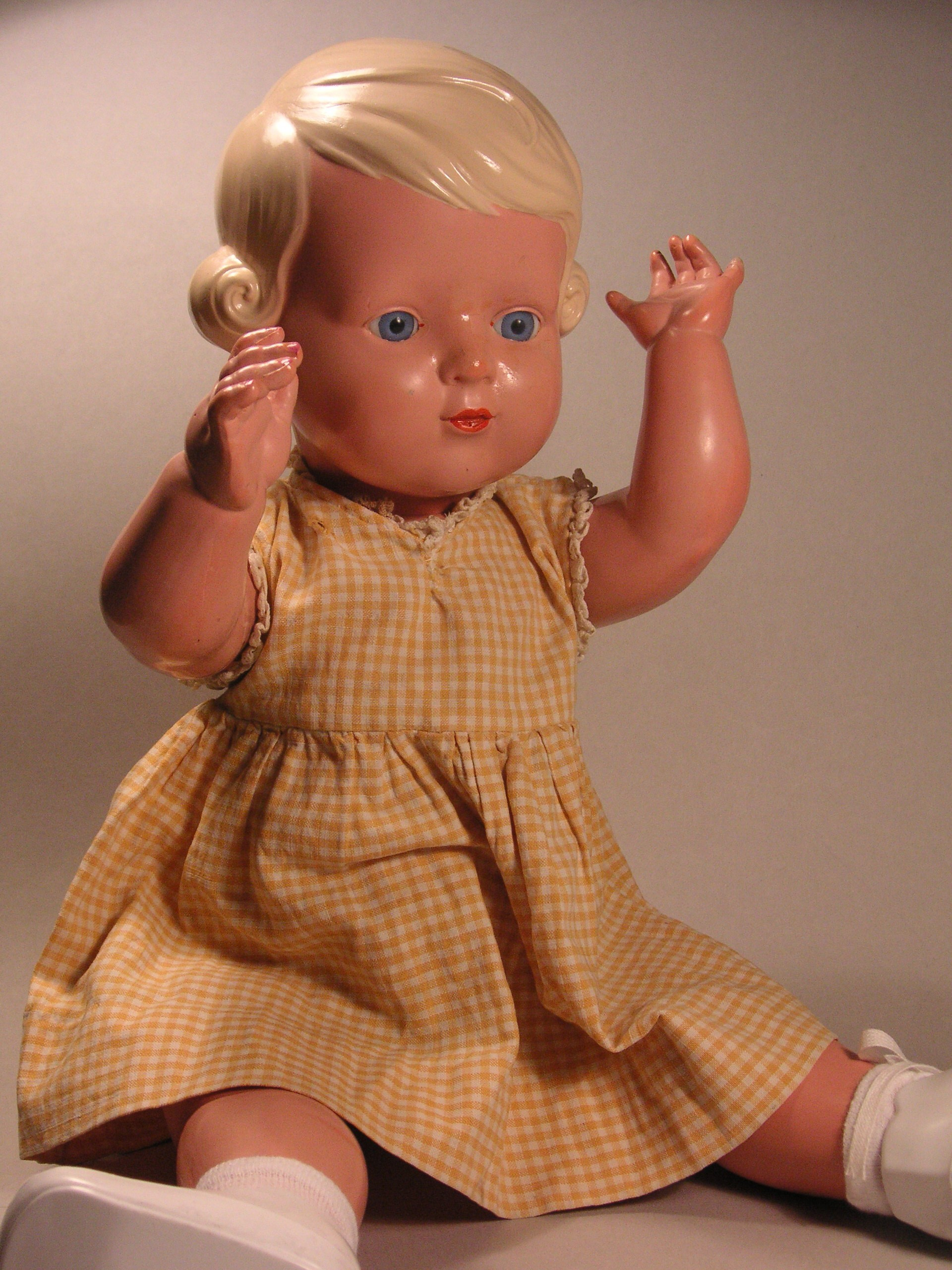
Schildkröt-Puppe Inge (1950) mit der Olympiarolle

Die Olympiarolle ist eine Damenfrisur, die Mitte der 1930er-Jahre in Deutschland in Mode kam. Dabei wird das Haar im Nacken langgezogen und zu einer Außenrolle hochgesteckt. Sie erinnert an die Frisur der Venus von Milo. Einige Damen trugen die Olympiarolle mit einem in kleine Löckchen gedrehten Pony.
Die Form der Olympiarolle entstammt einer neuen Begeisterung für Themen der Antike, die nach der Entdeckung des Grabs des Tutenchamun in Europa aufflammte, der Name geht auf die Olympischen Sommerspiele 1936 in Berlin zurück.
Die Schildkröt-Puppe Inge, die erstmals 1936 für die Olympischen Spiele erschaffen wurde, trägt diese Frisur: „Mit ihren blauen Augen, dem blonden Haar und der legendären ‚Olympiarolle‘ entsprach sie dem, was Hitler wollte, und sie war wie geschaffen für das ‚Tausendjährige Reich‘.“